# Johan Stahre
Johan Stahre, född 24 augusti 1750 i Eksjö stadsförsamling, Jönköpings län, död 26 juli 1825 i Vånga församling, Östergötlands län, var en svensk präst.

## Biografi
Johan Stahre föddes 1750 i Eksjö stadsförsamling. Han var son till handlanden Nils Stahre och Christina Wessman. Stahre studerade i Eksjö och Linköping. Han blev vårterminen 1772 student vid Lunds universitet och avlade filosofie kandidatexamen 1777. Stahre prästvigdes 10 april 1778 och blev 28 oktober 1789 komminister i Simonstorps församling, tillträde 1790. Den 9 december 1797 avlade han pastoralexamen och blev 7 november 1804 kyrkoherde i Vånga församling, tillträde 1805. Stahre avled 1825 i Vånga församling.

### Familj
Stahre gifte sig 20 september 1792 med Ulrica Winge (1772–1849). Hon var dotter till inspektoren Hemming Winge och Brita Helena Rosenberg på Tisenhult i Skedevi församling. De fick tillsammans barnen Maria Rebecka Stahre (1801–1831) och lantbrukaren Adolf Johan Stahre (1808–1883) på Ljunga i Tåby församling.